# Mičakovce
Mičakovce jsou obec na Slovensku v okrese Svidník. Žije zde 125 obyvatel.

## Poloha
Obec se nachází na jižním okraji Nízkých Beskyd, v Ondavská vrchovina, v údolí řeky Topľa, do níž se vlévají levostranné přítoky Radomka, Kobylnica a Šandrov. Nadmořská výška území se pohybuje v rozmezí 170 až 419 m, střed obce leží ve výšce 229 m a je vzdálen 3 km od Giraltovců a 31 km od Svidníku.
Rovinatý až mírně zvlněný povrch tvoří kvartérní naplaveniny řeky Toplé a svahové hlíny. Území je odlesněné.
Sousedními obcemi jsou na severu Giraltovce, na severovýchodě a východě Kobylnice, na jihu Ďurďoš a na západě Železník.

## Historie
První písemná zmínka o obci pochází z roku 1390, kde je uváděna jako Mikeuagasa, další historické názvy jsou Mychkwagasa z roku 1394, Michak z roku 1414 a Mičákowce z roku 1808. Obec byla součástí panství hradu Čičava, od roku 1493 panství Stropkov. V roce 1720 byly Mičakovce zcela zpustošeny.
V roce 1789 v 13 domech žilo a 85 obyvatel, v roce 1828 zde žilo 113 obyvatel v 15 domech.
Hlavním zdrojem obživy bylo uhlířství. Na konci 19. století se mnoho obyvatel vystěhovalo. Ještě v první polovině 20. století se zde tkalo plátno a v obci byly stoupy poháněné vodními koly, které lámaly lněné stonky.
Do roku 1918 patřila obec do Šarišské župy k Uherskému království a poté k Československu a pak Slovensku. Po druhé světové válce někteří obyvatelé dojížděli za prací do průmyslových podniků v oblasti.

## Znak
Blason znaku: v zeleném štítu nad zlatým mlýnským kolem na stříbrném břevně stříbrný kolovrátek, na bocích provázený zlatými přiklánějícími se snopy bezosinových klasů.
Kolovrátek a snopy vyjadřují hlavní obživu zemědělství a tkaní plátna, mlýnské kolo poukazuje na místní mlýny a břevno řeku Topľu.
Znak byl obecním zastupitelstvem přijat v roce 2007.